# Glyptothorax cous
Glyptothorax cous és una espècie de peix de la família dels sisòrids i de l'ordre dels siluriformes.

## Distribució geogràfica
Es troba a les conques dels rius Tigris i Eufrates.